# Rødding
Rødding est une ville du Danemark située dans la commune de Vejen.
Sa population était de 2 666 habitants en janvier 2014, et de 2 735 habitants en janvier 2017.

## Jumelage
La ville est jumelée avec Garbsen en Allemagne.